# The Lure of the Gown
The Lure of the Gown è un cortometraggio muto del 1909 diretto da David W. Griffith che ne firma anche la sceneggiatura.

## Trama
Enrico lascia la sua ragazza, la graziosa Veronica, per un'affascinante maliarda che lo acceca con lo splendore di un magnifico abito. Veronica, cantante di strada, si aggira nel parco piangendo per il suo amore perduto. La sua disperazione intenerisce una giovane coppia che, cercando di consolarla, si fa raccontare quello che la angustia. Venendo a sapere che Enrico si è perduto dietro alle penne di pavone di una donna, offrono a Veronica un bellissimo abito con il quale la giovane si presenta al ballo della comunità italiana. Veronica è talmente bella che affascina ogni uomo che si trova nella sala. Enrico, furioso, passa dalla rabbia all'odio fino alla delusione. Chiede perdono alla ragazza, ma lei gli rinfaccia di essere stato attirato solo dalla magnificenza del vestito. Non fidandosi più di lui, Veronica si rivolge a un giovane italiano che l'ha sempre amata in silenzio.

## Produzione
Il film fu prodotto dall'American Mutoscope & Biograph e venne girato a Fort Lee, nel New Jersey.

## Distribuzione
Il copyright del film, richiesto dall'American Mutoscope and Biograph Co., fu registrato l'11 marzo 1909 con il numero H123872.
Distribuito dall'American Mutoscope & Biograph, il film uscì nelle sale il 15 marzo 1909. Nelle proiezioni, veniva programmato con il sistema dello split reel, accorpato in un'unica bobina con un altro cortometraggio prodotto dalla Biograph e diretto da Griffith I Did It.
Nel 2005, il cortometraggio fu inserito in un DVD distribuito dalla Grapevine negli USA, in un'antologia dal titolo D.W. Griffith, Director - Volume 2 (1909).